# Kapta László
Kapta László (Budapest, 1914. február 10. – 1978. március? (temetése március 8-án volt)) kétszeres magyar bajnok labdarúgó, fedezet.

## Pályafutása
1929-től a Kőbányai AC játékosa volt. Innen 1932-ben igazolta le a Hungária. 1933-ban kölcsönbe az Erzsébeti TC-hez került. 1934-ben a Budafok játékosa lett. 1936-ban a Lille-i SC Fivois játékosa lett.
A Csepel csapatában szerepelt 1939-től. Tagja volt az 1941–42-es és az 1942–43-as idényben bajnoki címet szerzett együttesnek.

## Sikerei, díjai
- Magyar bajnokság
  - bajnok: 1941–42, 1942–43